# Arthur Veinott
Arthur Fales „Pete“ Veinott Junior (* 12. Oktober 1934 in Boston; † 12. Dezember 2012 in Stanford (Kalifornien)) war ein US-amerikanischer Mathematiker, der sich mit Mathematischer Optimierung und Operations Research befasst.
Veinott studierte an der Lehigh University mit dem Bachelor-Abschluss in Industrial Engineering 1956 und wurde 1960 an der Columbia University bei Cyrus Derman promoviert (Optimal Ordering, Issuing, and Disposal of Inventory with Known Demand). Danach war er Analytiker für Logistik bei der U.S. Air Force, bevor er 1962 Professor an der Stanford University wurde. 1975 bis 1985 war er Vorsitzender der Fakultät für Operations Research und 2009 wurde er emeritiert.
Er befasste sich insbesondere mit Gitter-Programmierung (Lattice Programming), Dynamischer Programmierung, Markow-Entscheidungsprozessen, Theorie von Vorratshaltung (Inventory Theory).
2007 erhielt er den John-von-Neumann-Theorie-Preis. Er war Gründer der Zeitschrift Mathematics of Operations Research. 1978/79 war er Guggenheim Fellow. Er war Fellow des Institute of Mathematical Statistics, von INFORMS und der National Academy of Engineering.

## Schriften
- Herausgeber mit George Dantzig: Mathematics of the Decision Sciences, 2 Bände, American Mathematical Society 1968
- Herausgeber: Mathematical studies in management science, Macmillan 1965